# 須見新一郎
須見 新一郎（すみ しんいちろう、1892年（明治25年）3月30日 - 1977年（昭和52年）4月15日）は、昭和の大日本帝国陸軍軍人。1939年（昭和14年）6月以降のノモンハンの戦闘に第7師団歩兵第26連隊長として従事し、生き残ることの出来たわずか3人の連隊長の1人。最終階級は陸軍大佐。
（他の2人は野戦重砲兵第7連隊長、鷹司信熙大佐、野戦重砲兵第1連隊長、三嶋義一郎）

## 経歴
東京府出身。須見泰三郎の三男として生まれる。高等小学校、陸軍中央幼年学校予科、中央幼年学校本科を経て、1913年（大正2年）5月に陸軍士官学校（第25期）を卒業し、同年12月歩兵少尉に任官し歩兵第66連隊付となる。
1922年（大正11年）11月、陸軍大学校（第34期）を卒業し陸軍省軍務局歩兵課に配属。同年12月、歩兵第66連隊中隊長に就任。
1924年（大正13年）3月、軍務局付勤務となり、軍務局課員、整備局課員、第1師団参謀を務めた。
1928年（昭和3年）8月、歩兵少佐に進級。
1930年（昭和5年）3月、歩兵第2連隊大隊長に就任し、整備局課員（動員課）、兼参謀本部員を務めた。
1933年（昭和8年）3月、歩兵中佐に昇進。満州国出張（ハルピン駐在）、陸軍技術本部付、関東軍司令部付、歩兵第35連隊付を経て、1935年（昭和10年）12月、黒河省の黒河特務機関長に就任。
1936年（昭和11年）8月、綏芬河特務機関長に転任。
1937年（昭和12年）8月、歩兵大佐に進み麻布連隊区司令官に就任。
1938年（昭和13年）7月、歩兵第26連隊長となる。ノモンハン事件後、1939年（昭和14年）10月、関東軍司令部付となり、同年12月1日、待命、同月20日に予備役編入となる。
その後、南支調査会常務理事（1940年1月-1943年11月）、原田積善会理事長（1943年11月-1945年10月）を務めた。
戦後は公職追放を経て、長野県上山田温泉三楽荘主人。墓所は護国寺。

## 経過
第7師団歩兵第26連隊は、小松原道太郎中将率いる第23師団強化のため6月20日に配属された。サイダー瓶を使った火炎瓶攻撃を組織的に実施し、83両の敵戦車（部隊記録）を破壊したことでも有名である。
8月23日小松原師団長が指示した、わずか400人の兵力で敵側背に迫るという無謀な作戦を拒否し、小松原師団長、辻政信参謀の無謀な作戦計画に反対するなどもあり、ノモンハン事件後予備役編入となった。
ノモンハン事件について、戦後このように述べている。「（小松原師団長は）あのソビエト軍をなめているなというかんじですな。あまくみているということですわ。」「でたらめな戦争をやったのみならず、臆面もなく、当時の小松原中将およびそのあとにきた荻洲立兵中将は、第一線の部隊が思わしい戦いをしないからこの戦いが不結果終わったようなことにして、各部隊長を自決させたり、処分したりしたんですね。」「責任を負って死ねと。このようなことで、非常に残念なことですが、当時の自分の直属上司はもとより、関東軍と陸軍省も参謀本部も、この戦闘についてちっとも反省しておらなかったと思います。また停戦協定後、参謀本部や陸軍省から中佐・大佐クラスの人が見えましたが、みんな枝葉末節の質問をするんで、私の希望するような、その急所を突くような質問はひとつもないんですね。」
戦後長野県上山田温泉三楽荘の主人となり、司馬遼太郎の取材を受けているが、その後、司馬が大本営陸軍参謀だった瀬島龍三と対談したことを知ると、それまでの取材内容の使用及び今後の取材を拒否した。昭和9年9月1日調「陸軍現役将校同相当官実役停年名簿」（国立国会図書館デジタルコレクション）によると、須見は1934年（昭和９年）、富山市に駐屯する歩兵第35連隊附中佐（p.82）、瀬島は歩兵第35連隊附少尉（p.324）として同じ連隊で勤務をしていた。